# Tishri
Tishri (in ebraico תשרי‎?) è il primo mese civile e il settimo mese religioso del calendario ebraico. È composto da 30 giorni.
È il mese in cui si concentrano alcune delle principali festività ebraiche: Rosh haShana, capodanno ordinario, nel primo giorno del mese; Yom Kippur, giorno del digiuno di espiazione, il 10 del mese, e Sukkot, festa delle capanne, dal 15 al 21 del mese, che termina con la festività di Simchat Torah nei giorni 22 e 23.
Prima dell'esilio babilonese, il mese era chiamato Etanim (1 Re 8,2).

## Periodo
Durante gli anni 5761–5860 del calendario ebraico, Tishri occorre nei seguenti periodi del calendario gregoriano:
| Durata degli anni | Inizio di Tishri         | Fine di Tishri        |
| ----------------- | ------------------------ | --------------------- |
| 353 giorni        | 16 settembre–4 ottobre   | 16 ottobre–3 novembre |
| 354 giorni        | 15 settembre–4 ottobre   | 15 ottobre–3 novembre |
| 355 giorni        | 16 settembre–3 ottobre   | 15 ottobre–2 novembre |
| 383 giorni        | 5 settembre–15 settembre | 5 ottobre–15 ottobre  |
| 384 giorni        | 6 settembre–14 settembre | 6 ottobre–14 ottobre  |
| 385 giorni        | 4 settembre–14 settembre | 4 ottobre–14 ottobre  |